# Vama Burdujeni

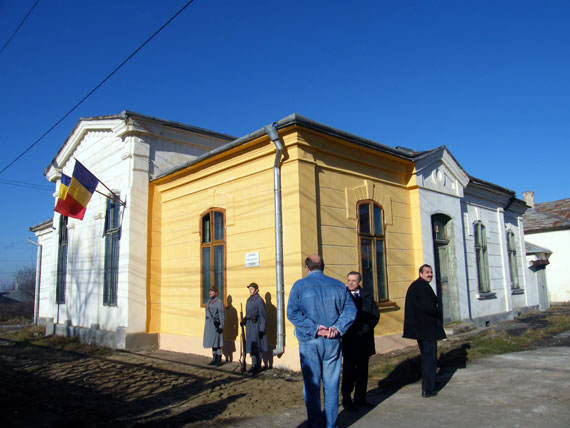
Clădirea în care a funcționat Vama Burdujeni

Vama Burdujeni a fost un punct vamal românesc situat pe granița Regatului României cu Ducatul Bucovinei (ce făcea parte din Austro-Ungaria). Oficiul Vamal Burdujeni a fost înființat în anul 1860 și a funcționat până la Unirea Bucovinei cu România din 1918. Clădirea fostei vămi, situată pe strada Gheorghe Doja nr. 61, la limita între Burdujeni și Ițcani (devenite între timp cartiere ale municipiului Suceava), a fost demolată în anul 2009.

## Istoric

### Frontiera Moldovei cu Imperiul Austriac și Bucovina
În urma războiului ruso-turc din anii 1768–1774, Imperiul Habsburgic anexează nord-vestul Moldovei, denumind zona Bucovina. În „Convenția pentru cesiunea Bucovinei și regularea frontierelor Transilvaniei” semnată de Imperiul Otoman și cel austriac la 7 mai 1775 la Constantinopol, se introduce prevederea: „Turcia abandonează și cedează Curții Imperiale pământurile cuprinse între Nistru, frontierele Pocuției, ale Ungariei și Transilvaniei, până la linia ce va fi delimitată pe traseul ce va cuprinde râulețul Tezna împuțită, satele Cândreni, Stulpicani, Capul Codrului, Suceava, Siret, mai puțin pământurile și fortăreața Hotin care rămâne în posesia Sublimei Porți.” Frontiera între Principatul Moldovei și noua regiune Bucovina – compusă din ținuturile Sucevei și Cernăuțiului – urma un traseu ce pornea din Carpații Orientali, trecea pe la sud-est de Vatra Dornei, continuând pe la Pietrele Doamnei de pe Muntele Rarău, apoi pe la sud de Stulpicani și Capul Codrului, prin Cornul Luncii către Liteni. În continuare, urma cursul râului Suceava, printre orașul omonim (situat în partea austriacă) și localitatea Burdujeni (rămasă la Moldova), punct din care se îndrepta către nord, pe la Calafindești, apoi, către nord-est, lăsând târgul Siret la Austria. Mai departe, traversa localitățile Mihăileni și Mamornița în drumul său până la Noua Suliță pe Prut.
Prin Regulamentul organic elaborat în baza Tratatului de pace încheiat la 14 septembrie 1829 la Adrianopol și promulgat în divanurile de la București și Iași în anul 1832, Țara Românească și Moldova dobândesc dreptul de a-și organiza fiecare armată permanentă, în îndatoririle generale ale acesteia intrând și „paza granițelor, a carantinelor și vămilor, cordonul de sănătate, slujba dinăuntru, poliția orașelor și județelor și, privigherea pentru împlinirea dajdiilor.” La frontiera Moldovei cu Imperiul Austriac, pornind de la izvoarele Milcovului, urmând crestele Carpaților Orientali și continuând apoi către nord-est, până la Noua Suliță, se înființează patru gărzi locale: una în Pasul Ghimeș și alte trei, la Fălticeni, Burdujeni și Dornești. Toate acestea aveau un efectiv egal cu al unei companii de grăniceri din Muntenia – aproximativ 170 de militari. Restul pazei cordonului Carpaților Orientali era făcută de răzeșii satelor de lângă frontieră. La granița de pe râul Prut cu Imperiul Rus, nu exista pază, rușii trecând în Moldova și înapoi, ca dintr-o gubernie în alta, pe baza drepturilor de protectori ce le fuseseră conferite prin Tratatul de la Adrianopol.
După Revoluția de la 1848, odată cu reorganizarea grănicerilor și a pazei frontierei, sunt întărite gărzile și se completează numărul acestora, ajungându-se la 9, pe trecători, la vămi și în carantine: Oituz, Palanca, Prisăcani, Dorna, Cornul Luncii, Nemerceni (pe teritoriul comunei Bosanci de astăzi), Burdujeni, Mihăileni și Herța, unde executau serviciul de control cadre și militari în termen din oștire, precum și în cele 115 pichete și posturi existente între acestea, unde păzeau frontiera grăniceri civili cu schimbul (răzeși) din satele limitrofe stabilite prin legi. Domnitorul Grigore Alexandru Ghica (1849–1856) s-a preocupat de îmbunătățirea ordinii și disciplinei în pichete precum și de crearea unor condiții mai bune de cazare a grănicerilor.
După Unirea Principatelor Române, până în anul 1864, paza frontierei se execută după regulile ce fuseseră stabilite separat în Muntenia și Moldova, fiind atent studiate de domnitor și de miniștrii săi, care au luat treptat și măsuri de îmbunătățire a ei, ce vizau pregătirea pentru o reorganizare de fond. Începând din 1860, s-au prevăzut în Muntenia „Fonduri pentru paza frontierei”, iar în Moldova „Bugetul graniței” pentru plata și întreținerea a doi comandanți inspectori și a 19 comandanți la barierele țării. Lungimea totală a graniței dintre Principatele Unite și Imperiul Austriac era de aproximativ 1.000 de kilometri, întinzându-se de la confluența râului Bahna cu Dunărea până la Noua Suliță. Unul dintre cele mai importante puncte de trecere a acestei frontiere funcționa la Burdujeni. Aici granița urma cursul pârâului Mitocu, pe la vest de teritoriul Burdujeniului, continuând în aval pe râul Suceava. Existența unei vămi în acest loc a avut o mare importanță din punct de vedere economic și financiar pentru comuna Burdujeni. În același timp, în partea guvernată de către austrieci, a condus la formarea localității Ițcanii Noi (în germană Neu-Itzkany), inițial cu germani aduși de pe teritoriul imperiului. Ulterior aici s-a închegat și o comunitate evreiască, care a deschis prăvălii, depozite, case de export și mici fabrici.

### Înființarea și funcționarea Oficiului Vamal Burdujeni
Oficiul Vamal Burdujeni s-a înființat la 1 ianuarie 1860, ca urmare a traficului de mărfuri și călători existent în această zonă. Clădirea vămii a fost ridicată la drumul de legătură între Burdujeni și Ițcani (denumit în prezent strada Gheorghe Doja), pe partea stângă la pârâului Mitoc, în apropiere de vărsarea acestuia în apa Sucevei. Clădirea era compusă dintr-un singur nivel supraînălțat. Aspectul fațadei dinspre drum era dominat de un corp decroșat care se ridica peste nivelul restului clădirii, terminându-se în partea superioară cu un modul triunghiular. În axul decroșului frontal se afla intrarea principală, înaltă și închisă deasupra într-o arcadă. Intrarea principală era încadrată de două ferestre mari, dispuse vertical și ușor boltite în partea de sus. Celelalte ferestre ale clădirii erau similare ca înfățișare cu cele din decroșul frontal, însă urmau înălțimea mai joasă a aripilor laterale. Deasupra tuturor ferestrelor existau elemente decorative în relief. Accesul în interior se realiza și prin lateral, unde ușile de intrare erau evidențiate prin ușoare decroșuri, terminate deasupra cu moduluri triunghiulare de dimensiuni mai mici. La 250 de metri de Vama Burdujeni, în partea austriacă, a fost ridicată o clădire, de asemenea cu un singur nivel, având rolul de sediu al vămii imperiale din Ițcani. Acest imobil există și în prezent, fiind situat pe strada Gheorghe Doja, la intersecția cu strada Barbu Lăzăreanu.

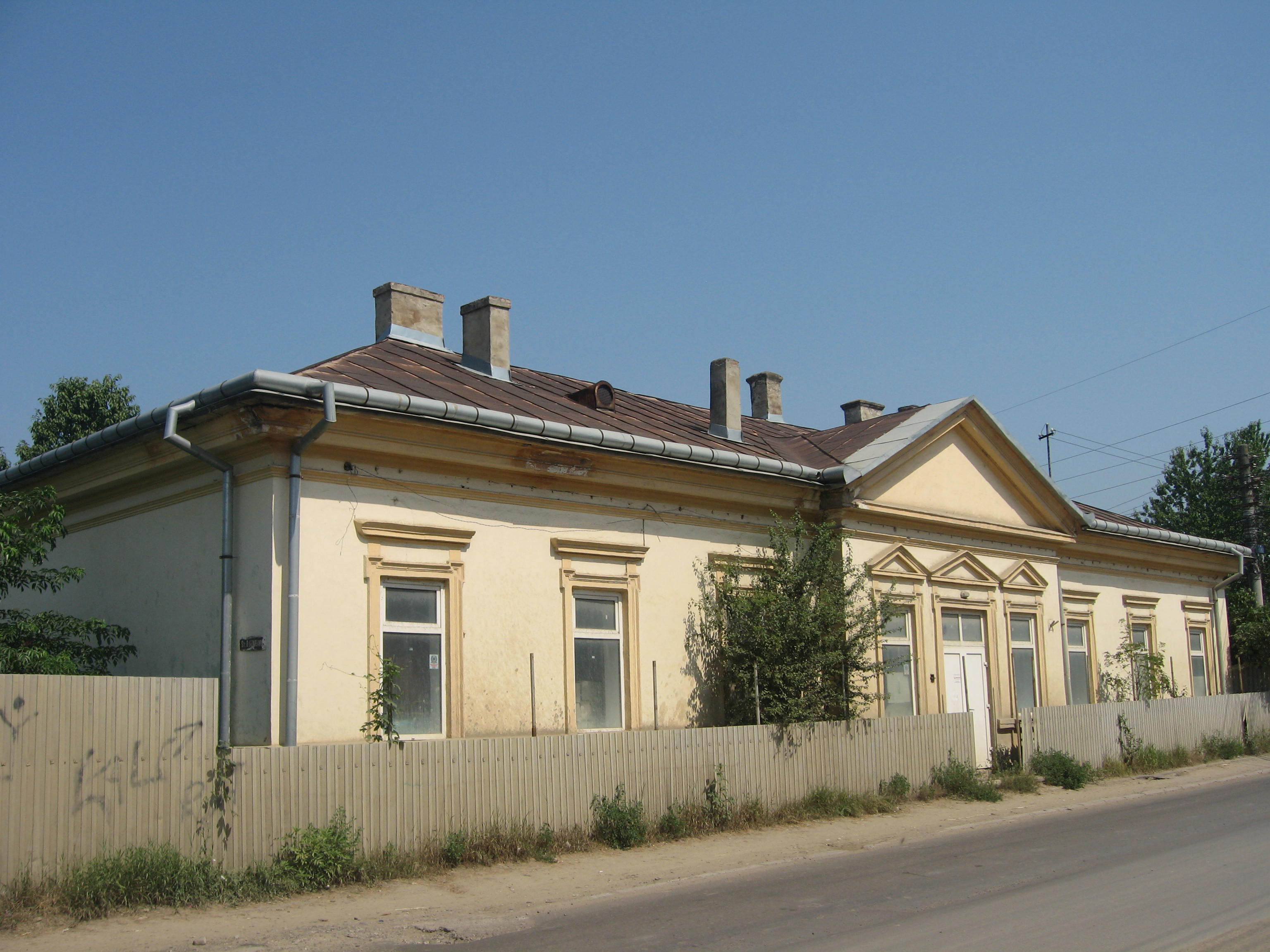
Clădirea în care a funcționat Vama Ițcani

În anul 1869 a fost inaugurată și pusă în exploatare linia de cale ferată Cernăuți–Ițcani, urmată imediat de traseul Burdujeni–Roman. Administrația căilor ferate austriece a construit o gară destul de grandioasă la acea vreme – Gara Ițcani (astăzi Suceava Nord) – deschisă traficului în 1871. La 14 martie 1881, odată cu proclamarea Regatului României, Vama Burdujeni a devenit punct de trecere al frontierei rutier între Austro-Ungaria și Vechiul Regat. În același an, autoritățile române au închiriat de la guvernul austriac jumătate din Gara Ițcani, pentru a o folosi drept vamă feroviară românească, până în 1902, când pichetul de grăniceri și oficiul vamal s-au mutat în spațiile din noua Gară Burdujeni (astăzi Gara Suceava).
În primăvara anului 1904, marele istoric Nicolae Iorga (1871–1940) a făcut o lungă călătorie prin orașele și satele bucovinene, intrând în teritoriul aflat sub stăpânire austriacă pe la Vama Burdujeni. Impresiile le-a expus în cartea Neamul românesc în Bucovina, amintind locurile prin care a trecut.
„De la Burdujeni, un birjar mă va duce la Suceava. E, neaparat, Evreu: cere două prețuri, nu vrea să lase nimic, pleacă pănă foarte aproape, se ițiește în ușa gării mărețe, tușește, își șterge nasul, întră în vorbă, scade prețul la jumătate și la urmă aflu că i-am dat totuși de două ori cât tariful obișnuit. Trec printre casele cochete ale funcționarilor români din Burdujeni. Acum sânt pe un drum lat, între dealuri la dreapta și, la stânga, o râpă urâtă, în care lunecă ape de mocirlă. Peste înălțimi, văi, râpi, peste drumul umed trece un vifor de vânt sălbatec, rece ca în toiul iernii aspre, descheind haina, lipind de tâmplă margenile pălăriei. Pe capră, birjarul, cufundat într'un surtuc prea larg, cu gulerul ridicat peste o cămașă ce n'are guler, se strâmbă de frig în această zîmbitoare zi de April, pe albastrul cerului căreia se îmbulzesc nori, călătorind foarte iute. Vama e o casă de modă veche, cu un biet funcționar încetinel. Un Evreu cu lunga barbă de patriarh din Biblie stă de vorbă cu privire la un sac cu cartofi, cu «barabule», zice el moldovenește, pe care le tot alintă cu mâna. Afară, așteaptă sfioși mândrii Români, în sumane întunecate, cu părul lung căzând drept sau în cârlionți unși pe umerii largi; au în mână găini și câte alte mărfuri de o nimica toată. Stâlpul tricolor al ieșirii din țară; între doi alți stâlpi negri și galbeni, vama Austriecilor, cu un tânăr foarte bălan, care scotocește cu multă luare aminte prin geamantanul aproape gol. Acuma e slobod drumul din țara regelui nostru în țara împăratului străin asupra Românilor.”—Nicolae Iorga

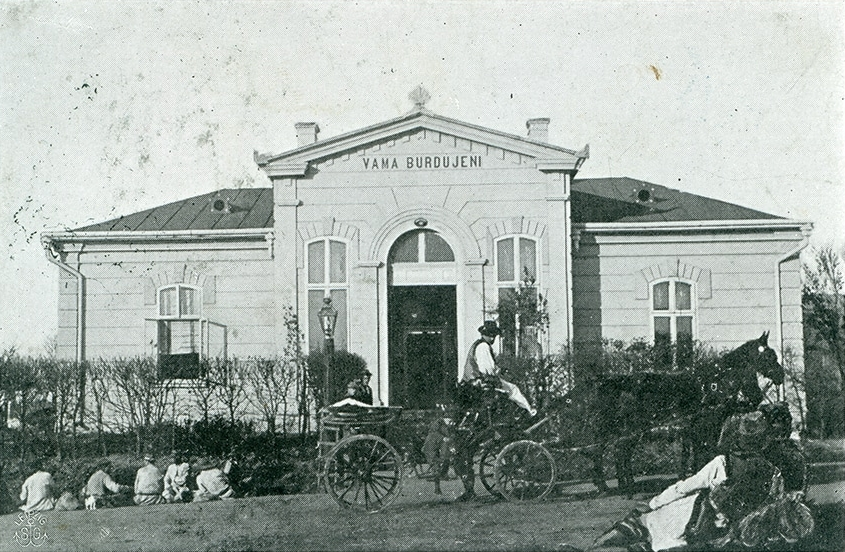
Vama Burdujeni la începutul secolului al XX-lea (1904)

La nivel național, conform legii din anul 1908, s-a prevăzut că Batalionul de Grăniceri face parte din trupa auxiliară a Armatei, iar prin Înaltul Decret Regal nr. 48 din 4 aprilie, i s-a dat denumirea de Corpul Grănicerilor. Dispozitivul de pază al Corpului Grănicerilor în anul 1908 în zona Bucovinei era format din Compania 6 Burdujeni (alcătuită din patru plutoane de paza frontierei, la Burdujeni, Mihăileni, Mamornița și Rădăuți) și din nou înființata Compania 5 Cornul Luncii (compusă tot din patru plutoane, la Drăgoiasa, Dorna, Cornul Luncii și Bunești).
La 1 aprilie 1912 a intrat în vigoare legea reorganizării Corpului Grănicerilor, care este scos din categoria trupelor auxiliare, devenind parte componentă din Armată. De asemenea, numărul companiilor de pază pe frontieră crește de la 12 la 14, însă pe granița cu Bucovina se păstrează cele două companii de la Burdujeni și Cornul Luncii. La sfârșitul lui 1912, se iluminează electric Gara Ițcani, iar anul următor, se menționează semnarea primului „contract internațional” de livrare a energiei electrice, prin care Primăria orașului Suceava se obliga „să tragă lumină de la Gara Ițcani la gara românească și vama Burdujeni.” La începutul anului 1914 Corpul Grănicerilor avea în total 17 companii de pază, hotarele zonei de nord a Moldovei fiind vegheate de companiile dizlocate la Piatra Neamț, Burdujeni, Dorohoi și Iași.

### Vama Burdujeni în timpul Primului Război Mondial

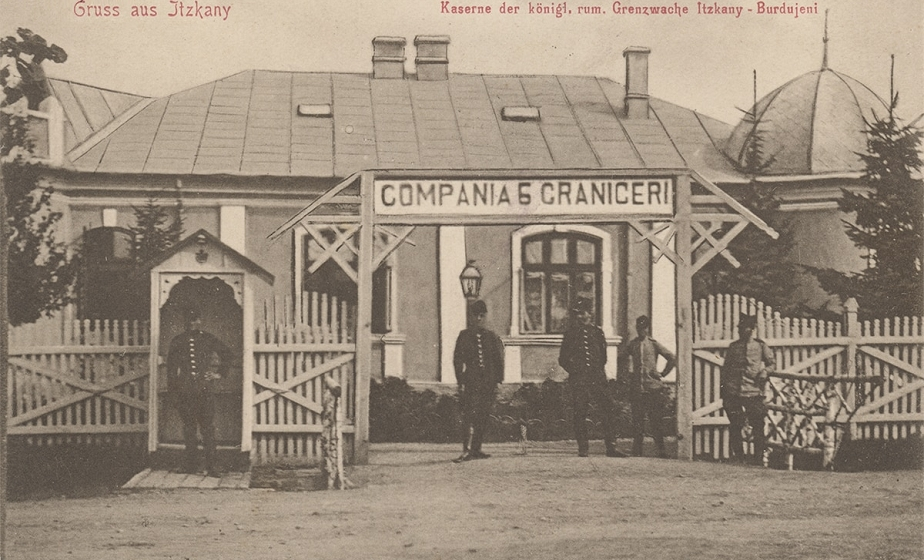
Cazarma grănicerilor de la Vama Burdujeni

Odată cu intrarea României în Primul Război Mondial, se iau măsuri pentru întărirea pazei frontierelor, la Burdujeni funcționând Compania 4 Grăniceri. În mai 1918 la comanda companiei revine maiorul Anton Ionescu, după ce acesta o mai comandase timp de opt luni în 1917. Evenimentele din ultimele zile ale războiului, petrecute în Vama Burdujeni, sunt rememorate de Anton Ionescu.
„În dimineața de 5 noiembrie, venind la companie, mi s-a raportat că-n timpul nopții sentinela austriacă, punându-și capela în vârful baionetei, a început s-o fluture, adresându-se comandantului român, de la podul despărțitor de frontieră, care, din veselia și mimica făcută, a înțeles că acești soldați austrieci (cum am văzut, croați) exercită «sloboda», pe care ai noștri o mai văzuseră la «tovarășii» noștri ruși (în urmă cu un an, în 1917). Într-adevăr, frontiera nu mai era defel păzită. Singuri, jandarmii austrieci rămăseseră la posturile lor. Populația din Ițcani și Suceava trecea printr-o mare neliniște. Postul de jandarmi era neputincios pentru menținerea ordinii. Populația avea nevoie de ocrotire, întrucât jefuitorii începuseră a se deda la prădăciuni. Trebuia profitat de această ocaziune pentru a intra în Bucovina. Dar cum? Între România și Austria se încheiase pacea de la București, așa că o trecere în Bucovina ar fi fost privită ca o încălcare de teritoriu, un «casus belli», pe care nu eram autorizat a-l provoca. Dar, totuși, simțeam că a sosit momentul să trecem în Bucovina. În starea nervoasă și neliniștitoare din preajma frontierei, am lăsat jandarmeriei să înțeleagă că pot interveni, dar să-mi facă o adresă scrisă, semnată de căpitanul Kucinski, comandantul jandarmeriei din Suceava. Acesta, din scrupule ușor de înțeles, n-a făcut nici o adresă, dar ar fi autorizat postul din Ițcani să ceară el, în scris, sprijinul grănicerilor de la Burdujeni. Această adresă mi-a fost suficientă să fiu acoperit în cele ce urmăream. Raportând comandantului de la Iași de cele petrecute și cerând autorizația de a trece în Bucovina, m-am adresat telefonic domnului general Zadik, comandantul Diviziei a 8-a de la Botoșani, sub ale cărei ordine operative eram, și, raportându-i, pe la ora 7, seara, toate evenimentele zilei, îi solicitam autorizația să trec la Suceava. (...) Compania de grăniceri Burdujeni avea trei plutoane: Burdujeni, Verești și Bunești. Trecerea în Bucovina trebuia efectuată chiar în cursul nopții. Cum plutoanele nu erau informate de intențiunile mele, iar oamenii plutoanelor împrăștiați prin pichetele de frontieră, trebuiau luate măsuri repezi ca oamenii să fie adunați de pe frontieră și să treacă în Bucovina pe neașteptate. (...) Lăsând în pichete câte doi soldați pentru pază, plutonul din Burdujeni avea gata echipați de război pe locotenentul Chiujdea, plutonier Răducan și 48 grade inferioare. Era spre ziuă, întuneric însă, plutonul încolonat, cu o patrulă ce-l preceda, trecea frontiera și se îndrepta, urcând pe drumul Ițcanilor, spre Suceava. Peste sentimentul răspunderii, ne copleșise un sentiment de măreție că ne-a fost dat să pășim noi, grănicerii, cei dintâi în cetatea lui Ștefan cel Mare și sentimentul datoriei că ne este dat nouă să marcăm repararea actului de nedreptate făcut de turci, în 1777, când au cedat Bucovina Austriei, decapitând pe Grigore Ghica Vodă.”—Anton Ionescu, comandant al grănicerilor români de la Burdujeni, Verești și Bunești
În aceeași zi, 6 noiembrie 1918, ministrul de război Constantin Hârjeu transmite o directivă însărcinându-l pe generalul Iacob Zadik, comandantul Diviziei a 8-a, să ocupe fără întârziere localitățile Ițcani și Suceava, iar de aici să extindă progresiv ocuparea până la Cernăuți inclusiv. La 8 noiembrie, comandamentul Diviziei a 8-a este stabilit la Burdujeni, iar în ziua următoare, generalul Zadik și trupele sale trec prin Vama Burdujeni, ajungând la Suceava, iar apoi, pe data de 11, intră în Cernăuți, neîntâmpinând nici o rezistență. În această misiune s-au regăsit și trupele de grăniceri din județele Dorohoi, Botoșani și Suceava. Detașamentele pentru eliberarea Bucovinei au fost redenumite sugestiv în „Dragoș” (fost „Dorohoi”), „Alexandru cel Bun” (fost „Botoșani”) și „Suceava” (fost „Fălticeni”). La 28 noiembrie are loc Unirea Bucovinei cu România, care consfințește desființarea Vămii Burdujeni.

### Evenimente aniversare și demolarea clădirii

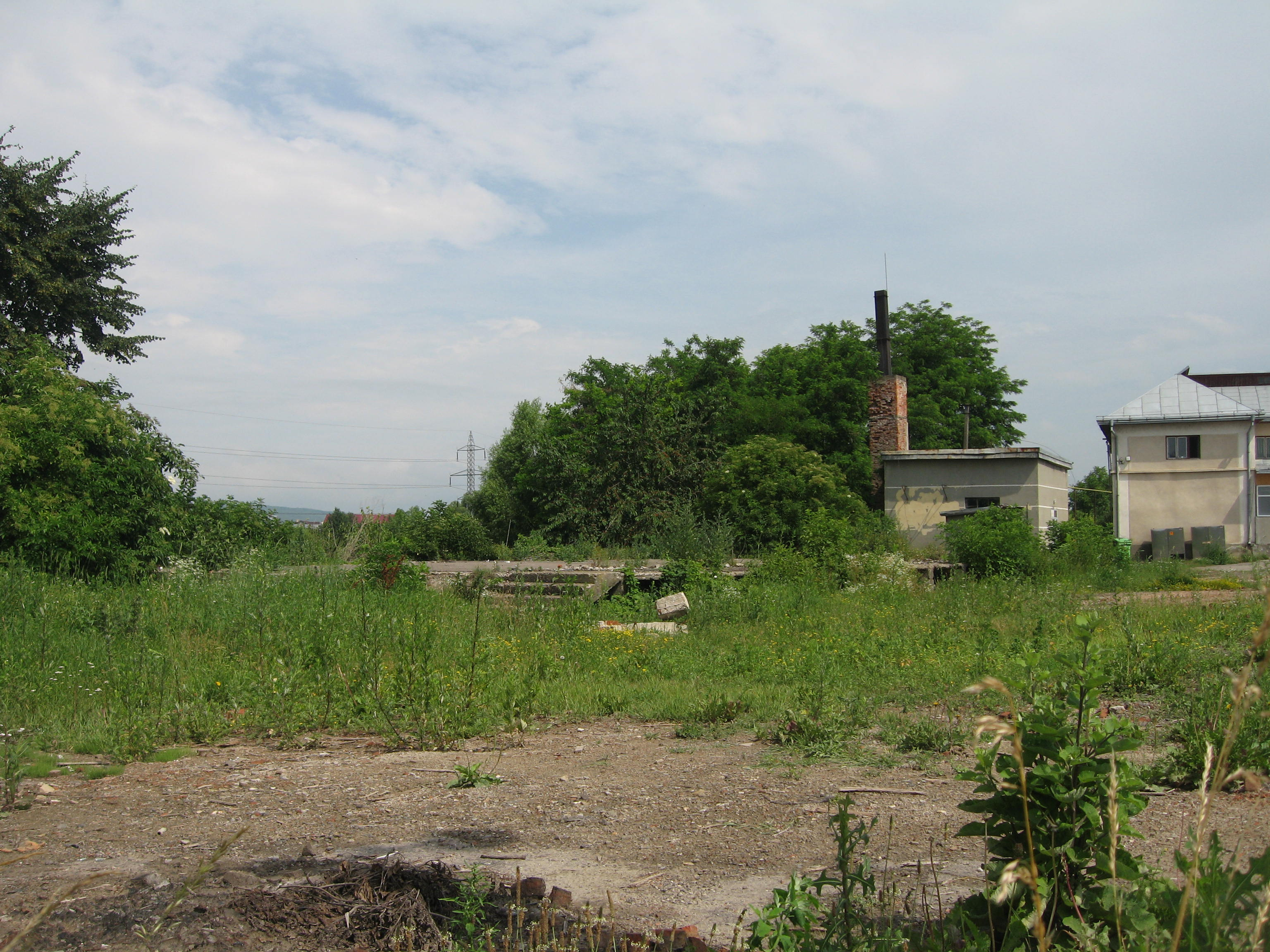
Locul unde s-a aflat Vama Burdujeni (2009)

Clădirea fostei Vămi Burdujeni a rămas în picioare în perioada interbelică și în cea comunistă, când a fost integrată în complexul de depozite al companiei Centrofarm. După Revoluția din 1989, spațiile au fost preluate de către firma Dornafarm S.A. Suceava. Importanța istorică a clădirii de la limita fostelor localități Burdujeni și Ițcani (devenite între timp cartiere ale Sucevei) a fost recunoscută de autorități la 28 noiembrie 2008, atunci când, în prezența președintelui Consiliului Județean Suceava, Gheorghe Flutur, a primarului Ion Lungu, a directorului Muzeului Bucovinei, Constantin Emil Ursu, și a câtorva oficialități locale, a fost dezvelită o placă memorială din marmură albă, amplasată pe fațada imobilului. Aceasta conținea următorul text: „Oficiul Vamal Burdujeni, comuna Burdujeni, înființat la 1 ianuarie 1860. Mărturie a hotarului vremelnic așezat pe pământ românesc. La 90 de ani de la proclamarea Unirii Bucovinei cu România. 28 noiembrie 2008.” Tot atunci, au fost dezvelite plăci memoriale similare pe clădirea fostului oficiu vamal Cornul Luncii (înființat la 6 mai 1809) și pe cea a fostului oficiu vamal austriac din Bunești (înființat la 14 decembrie 1886, astăzi primărie).
Deși avea o vechime de 150 de ani, edificiul vămii românești din Burdujeni a fost demolat în prima jumătate a anului 2009. În prezent, se mai păstrează casa în care a funcționat cazarma regală a companiei de grăniceri (pichetul). Aceasta este situată pe strada Gheorghe Doja nr. 53, pe malul stâng al pârâului Mitoc, în apropierea locului fostei vămi.
În noiembrie 2018, cu ocazia centenarului Marii Uniri, a fost dezvelită o nouă placă memorială. În lipsa imobilului original, aceasta a fost amplasată pe o mică clădire anexă, situată la intersecția străzilor Gheorghe Doja și Mitocelului, lângă intrarea în curtea unde s-a aflat vama. Placa are gravat următorul mesaj: „Astăzi, 28 noiembrie 2018, se împlinesc 100 de ani de la Unirea Bucovinei cu România. Spuneți generațiilor viitoare că aici a fost granița dintre Ducatul Bucovinei și Regatul României! Grănicerii și jandarmii care asigurau paza pe frontiera Bucovinei l-au întâmpinat pe generalul Iacob Zadik, comandantul Diviziei 8, având în subordine Regimentele 16, 29 și 37 Infanterie și au deschis drumul spre Congresul General al Bucovinei din Sala sinodală a Reședinței Mitropolitane din Cernăuți, unde s-a votat Unirea Bucovinei cu România.”

## Legături externe
- Materiale media legate de Fosta Vamă Burdujeni la Wikimedia Commons
- Fosta vamă Burdujeni a fost dărâmată, Dinu Zară (23 iunie 2011)